# Дубовицкий, Владимир Григорьевич
Владимир Григорьевич Дубовицкий (род. 25 января 1956, Тернополь) — музыкальный продюсер и клавишник, бас-гитарист.

## Биография
Жил в Тернополе в одном дворе и дружил и играл в одном ансамбле с Александром Назаровым, который стал музыкальным руководителем группы «Форум».
Дубовицкий познакомился с Ириной Аллегровой в начале 1980-х годов, когда его вместе с Александром Серовым и Игорем Крутым пригласили работать музыкантами в ВИА «Факел». Ирина была солисткой, а её муж Владимир Блехер был художественным руководителем, вскоре Владимир Дубовицкий увёл Аллегрову у Блехера и специально для её продвижения создал ВИА «Огни Москвы», был бас-гитаристом, руководителем группы числился Оскар Фельцман (ВИА «Огни Москвы»), потом группу переименовали в «Электроклуб» руководителем официально считался Давид Тухманов, фактическим руководителем и продюсером коллектива был Владимир Дубовицкий, также он играл на клавишных инструментах.
В 1990 году Ирина Аллегрова покидает группу и разводится с В. Дубовицким.
Позже женился на бывшей участнице группы «Мираж» Татьяне Овсиенко (в браке с 1993 по 2007) и был её продюсером.
Вместе с композитором Игорем Крутым был основателем компании «АРС».

## Отзывы
— Володя Дубовицкий всегда был человеком амбициозным, — подчеркнул бывший солист «Электроклуба» Виктор Салтыков. — Если он брался за какое-то дело, ему нужно было доказать, что он в этом деле лучше всех. Кому он это доказывал — не знаю. Может быть, самому себе. Таким образом Володя раскручивал и «Электроклуб», и Аллегрову, которая тогда была его женой. Он очень сильно хотел, чтобы Ира стала известной певицей. И, в принципе, он этого добился. Потом уже все остальное делала сама Ира. Но он её подвел к этому, создал ей прекрасную платформу для подъёма. Чего стоил хотя бы организованный им переход в «Электроклуб» почти всего состава группы «Форум», в которой я до этого работал! Никаких причин для перехода у нас не было. «Форум» пользовался бешеной популярностью. У нас было неплохое политическое прикрытие в лице лауреата премии Ленинского комсомола Александра Морозова. И переход был обусловлен только тем, что музыкального руководителя «Форума» Сашу Назарова связывала с Дубовицким давняя дружба. Ещё в их родном Тернополе они жили в одном дворе и даже играли раньше в одном ансамбле. На гастролях в каком-то городе Саша встретил Дубовицкого, который тогда работал с Аллегровой и Игорем Тальковым в «Огнях Москвы». Володя увидел, какой ажиотаж творится на концертах «Форума», как публика поднимает автобусы, и сразу же переманил нас к себе. В итоге из великолепной группы «Форум» он сделал группу «Электроклуб», которая потом сделала популярной Аллегрову. Это все его голова! Формально он считался директором «Электроклуба». Но фактически он уже тогда был настоящим продюсером. О совместной работе с ним у меня остались только хорошие воспоминания. Чтобы он меня задвигал или выдвигал свою жену в ущерб мне — такого никогда не было. Наоборот, как продюсер он все делал в интересах коллектива. — 

## Личная жизнь
- Первая жена — Ирина Аллегрова (1984—1990), певица
- Вторая жена — Татьяна Овсиенко (1993—2007), певица
  - Приёмный сын — Игорь Владимирович Дубовицкий (род. 24 января 1996)[5][2]
    - Внук — Александр Игоревич Дубовицкий (род. 2015).[5]
- Третья жена — Юлия Ахонькова, певица, известная как Julia Kova, «мисс Россия 2003»[4]
  - Дочь (род. 24 января 2007 )[2]